# شطرنج زد ایکس
«شطرنج زد ایکس» (انگلیسی: 1K ZX Chess) یک بازی ویدئویی در سبک استراتژی نوبتی است؛ که در سال ۹۲۰ و در پلت‌فرم ZX81 منتشر شده‌است.